# Shimon Gershon Rosenberg
Pour les articles homonymes, voir Rosenberg.
Shimon Gershon Rosenberg (en hébreu : שמעון גרשון רוזנברג), né en novembre 1949 à Jérusalem, mort le 11 juin 2007, (connu sous l'acronyme הרב שג"ר HaRav Shagar), est un rabbin et un penseur juif. Il est influencé notamment par le Néo-Hassidisme et la pensée post-moderne. En 1996, il fonde la Yeshivat Siach Yitzchak (he), située à Efrat.

## Biographie
Il est né en novembre 1949 à Jérusalem. Ses parents, Shalom Zelig Rosenberg et son épouse, sont des survivants de la Shoah.

### Années de formation
Il étudie à l'école primaire à Neve Etzion, dans le quartier de Bayit VeGan et au lycée de Netiv Meir. Il étudie ensuite à  Kerem B'Yavneh (yeshiva hesder (en)). En 1973, il commence ses études à la Yechiva Mercaz HaRav Kook, ainsi qu'avec le rabbin Shlomo Fisher (he). Il étudie alors au Kollel de la Yeshivat HaKotel.
Le rabbin Shagar est grièvement blessé au cours de la guerre du Kippour dans les batailles de chars sur le plateau du Golan. Son réservoir prend un coup direct et deux de ses camarades de yeshiva sont tués instantanément.
Il est grièvement brûlé. Après avoir récupéré de ses blessures, il reprend ses études. Il reçoit son ordination rabbinique en 1976.

### Un dirigeant
Dans les années 1980, il est une figure dominante à la Yeshivat HaKotel, qu'il dirige durant l'année sabbatique du rabbin Yeshayahu Hadari.
Il quitte la Yeshivat Hakotel à la suite de plaintes d'étudiants, critiquant son approche du Judaïsme. En 1984, il fait partie des fondateurs de la yeshiva "Mekor Haim" et y est accompagné par ses élèves les plus fidèles de la Yeshivat Hakotel. À la tête de la yeshiva se trouvait avec lui, le rabbin Adin Steinsaltz et le rabbin Menachem Froman.
En 1989, il a été pendant un an à la tête du Beth midrash Ma'ale - le Centre pour les Religieux Sionistes avec le rabbin Yoel Bin Nun (he)  et le Professeur Shalom Rosenberg.
En 1990, le professeur Benjamin Ish-Shalom (he) établit le Beit Midrash de Beit Morasha (he) et nomme le rabbin Shagar à sa tête. Il dirige le Beit Hamidrash avec le rabbin Eliyahu Blomenzweig (he).

### Yeshiva Siach Yitzchak
À la fin de 1996, il fonde la Yeshiva Siach Yitzchak (he) avec le rabbin Yair Dreyfus (he),qu'il dirige jusqu'à sa mort. Il est en parallèle à la tête du Beit midrash, "Uri" et enseigne à Midreshet Lindenbaum. En 1973, il épouse Miriam Ziv. Ils vivent dans le quartier de Kiryat Moshe, à Jérusalem. Ils ont six enfants. En février 2007, il est établi qu'il a un cancer du pancréas. Il doit quitter la direction de sa yeshiva pour subir des traitements. Il déménage avec son épouse au moshav de Givat Yeshayahu, pour avoir un environnement plus paisible. Il confie ses écrits à son ami et directeur de la yeshiva, le rabbin Yair Dreyfus, afin qu'ils puissent être publiés. Le 21 mai 2007, une institution est établie  dans le but de publier ses écrits. Le rabbin Shagar est mort un mois plus tard, le 11 juin 2007. Il est enterré au cimetière juif du Mont des Oliviers.
En 2012, un film est produit par le rabbin Mordechai Verdi (he), intitulé Courir après l'ombre, sur la vie du rabbin Shagar.

## Philosophie
La philosophie du rabbin Shagar prend source au sein de la littérature et de la pensée sioniste religieuse.
Son livre : Les ustensiles brisés  (he) : la Torah et le sionisme religieux dans la Postmodernité; est une tentative de donner une réponse religieuse aux tendances postmodernes dans le monde d'aujourd'hui, en affirmant qu'elles peuvent être incluses dans une vision du monde conforme à la Torah.
Le rabbin Shagar accepte une partie des revendications du post-modernisme et identifie dans  la pensée post-moderne une certaine proximité  avec la Kabbale et le Hassidisme. Il affirme que précisément la Déconstruction, qu'il a identifié comme la (he) rupture des ustensiles, telle que l'ont conçu les Kabbalistes, ouvre à l’orthodoxie de nouveaux horizons, car elle donne à l'homme la possibilité de créer librement son monde religieux.
Le rabbin Shagar encourage ses élèves à s'engager dans les arts, et il a lui-même écrit et publié de la poésie.

## Ses élèves
- (he)Benni Kalmanzon (he) et (he)Amiram Olami (he) - fondateur de la Yeshivat Otniel
- (he)Dov Zinger (he) qui dirige la Yeshivat Makor Haïm
- (he)Yehuda Brandeis (he) qui dirige Beit Morasha
- (he)Yehoshua Engelman (he), rabbin de la Congrégation "Yakar" à Tel-Aviv
- (en)Benny Perl (he)
- Ohad Teharlev  qui dirige le programme israélien à Midreshet Lindenbaum
- (en)Ohed Ezrachi (he)
- Naftali Moïse, traducteur de deux des livres du Rabbin Shagar, en anglais
- Zvi Leshem, directeur de la Scholem Collection à la Bibliothèque Nationale d'Israël
- Zohar Maor, maître de conférences en histoire à l'Université de Bar-Ilan et éditeur des ouvrages du Rabbin Shagar
- Zvi Mark, professeur au département des Études hassidiques à l'Université Bar-Ilan.

## liens externes
- Ressource relative à la musique :   - Bait La Zemer Ha-Ivri
- Notices d'autorité :   - VIAF
  - ISNI
  - BnF (données)
  - LCCN
  - GND
  - Israël
  - NUKAT
  - Tchéquie
  - WorldCat